# Santa Maria de Ginestarre
Santa Maria de Ginestarre és l'església romànica del poble de Ginestarre, en el terme municipal d'Esterri de Cardós, a la comarca del Pallars Sobirà.
Té la categoria de sufragània de Sant Pau i Sant Pere d'Esterri de Cardós. Es troba a l'extrem meridional del poble, en el seu punt més baix.
La població de Ginestarre apareix documentada per primer cop el 1069, en una donació que també esmenta la seva església de Santa Maria, i és present en nombrosos documents dels segles posteriors. Inicialment fou sufragània de Sant Julià d'Arròs, més tard passà a dependre de la parroquial d'Esterri de Cardós, més tard passà a ser administrada des de Llavorsí, i des dels darrers anys del segle XX ho és des de la parròquia de Rialb.
És un temple d'una sola nau, amb l'habitual absis semicircular a llevant. En èpoques posteriors al romànic hi foren afegides dues capelles a banda i banda de la part de capçalera de la nau, formant un petit creuer, i una sagristia al costat meridional de l'absis. L'absis presenta una cobertura amb una volta de quart d'esfera, i la nau, amb coberta de fusta. La porta s'obre a migdia, actualment sota un porxo més modern que la part principal de l'església. A l'angle nord-oest, a més, hi ha un petit campanar de torre. A l'interior, a l'extrem oposat al presbiteri hi ha un cor de fusta.
Després de l'arrencada de les pintures murals romàniques, l'església fou arrebossada de color blanc; en l'actualitat la humitat ha malmès notablement aquest arrebossat. El temple posseïa unes notables pintures murals, actualment conservades al Museu Nacional d'Art de Catalunya, un frontal d'altar, actualment al Metropolitan Museum of Art, de Nova York, dues piques de pedra romàniques (una de beneitera i una altra de baptismal) i una imatge de la Mare de Déu, que es troba en el Museu Diocesà d'Urgell.

## Pintures murals
Les pintures situades en la zona de l'absis de l'església de Santa Maria de Ginestarre es troben conservades al MNAC arran dels arrencaments operats entre el 1919 i el 1923 -any en què passaren a la col·lecció del museu- en ordenació per part de la Junta de Museus. Varen ser recuperats l'àbsis quasi sencer menys els cortinatges de la franja inferior -s'arrencaren les capes més profundes del semicercle el 1964- i parts petites de l'arc triomfal. És un conjunt pictòric datat de la primera meitat del segle XII, realitzat segurament per un artista secundari, per la poca qualitat en el dibuix en comparació d'altres exemplars de la mateixa zona pirenaica com Sant Climent de Taull, i dissenyat per un artífex amb coneixements de les tendències iconofràfiques dels grans tallers catalans com el del Mestre de Pedret. Així doncs, Sureda afirma:
"Sota un punt de vista estilístic els trets facials dels personatges (ulls, nas, boca) i, fins i tot, la manera com ha estat tractat el cabell, no semblen allunyats de les formes emprades pel cercle de Pedret i pel pintor de Santa Maria de Taüll i són comparables a les d'altres mestres de segona categoria, com és ara el de Sorpe" (Sureda, 1981).
Respecte pel que fa a les lectures iconogràfiques del conjunt mural, es representa la imatge tradicional de les zones pirenaiques catalanes: Crist en majestat flanquejat pel tetramorf juntament amb l'apostolat en la zona inferior. En el centre s'insereix l'ametlla mística duta a terme amb tres tires decoratives, una de les quals té un motiu geomètric, el qual, també es repeteix per a separar l'escena superior de la del col·legi apostòlic del seu davall. La figura de Crist, situat dins de la màndorla, acabada en dues puntes als extrems, es troba assegut sobre una tira en format d'arc de mig punt, que recorda al cel, i recolzant els peus en un altre arc semicircular -que simbolitza la Terra-. Agafa un llibre obert sense res escrit amb la mà esquerra i amb la dreta beneeix. Porta uns draps de color blau en format de túnica i el seu rostre es troba en força mal estat de conservació ja que no es poden identificar els trets facials, únicament es pot intuir que portava el nimbe crucifer.
Al seu voltant, s'hi col·loquen els quatre vivents, sobre un fons en tres franges de colors. En la part superior, a la dreta de Crist s'intueix -degut al mal estat de conservació- un àngel dempeus, amb la inscripció que l'identifica com Sant Mateu. En contraposició, a la banda esquerra, hi ha l'àguila subjectant l'Evangeli, simbolitzant a Sant Joan. En aquest cas, no hi ha inscripció. En la zona inferior -d'esquerra a dreta de la composició-, es representa a Sant Lluc, en forma de bou amb nimbe. En l'altra banda, apareix la figura del lleó amb el llibre entre les potes, també amb nimbe, representant a Sant Marc. Aquest últim, amb restes d'una inscripció que l'identifica. Ambdós evangelistes, Sant Lluc i Sant Marc, apareixen intercanviats de posició respecte al que és habitual.
En l'espai inferior de l'absis, s'hi representen els vuit apòstols, emplaçats en grups de quatre a cada banda, separats per la finestra absidal. A la banda esquerra, tocant a la finestra, hi ha la Mare de Déu, a la vora de Sant Pere, a qui identifiquem perquè du les claus a la mà, juntament amb dos apòstols més. La Verge porta un calze a la mà esquerra, subjectant un objecte litúrgic en comptes d'agafar al nen Jesús, encarnant alhora la figura d'un sacerdot i la de l'Església. Es tracta d'una iconografia distintiva del segle XII, on el calze s'escull per narrar l'escena de la Crucifixió, on Maria recull la sang de Crist. A més a més, les seves vestimentes poden assimilar-se a les d'un canonge, per la forma de la túnica i les mànigues caient en forma de "V". Porta nimbe i en el seu rostre -igual que els de la resta de figures de l'apostolat- s'observa uns ulls rodons, un nas prominent i una barbeta marcada. A la vora de Sant Pere, s'identifica un altre apòstol amb la inscripció "Iohannes", Sant Joan, amb la mà alçada en actitud de benedicció. A l'extrem, la última figura que hi ha a la banda esquerra -molt similar a Sant Joan- és el més mal conservat i identificat per Josep Gudiol i Cunill com Sant Felip, per la inscripció FE que es pot llegir al seu voltant. Tots els apòstols duen túnica i nimbe.
A la banda dreta, hi ha l'altre conjunt d'apòstols: Sant Pau, Sant Bartomeu, Sant Andreu i Sant Mateu. El primer -d'esquerra a dreta- és Sant Pau, identificat per la inscripció "S PAV". Es representa amb les mateixes característiques formals que els altres apòstols. Les dues figures següents, gairebé no es veuen degut al mal estat de conservació. Hi resten fragments de la part superior del cap i de la part inferior que permeten apreciar les seves vestimentes. Les figures s'identifiquen amb Sant Bartomeu, per la inscripció que l'acompanya i amb Sant Andreu, ja que porta una creu. El grup es conclou amb un personatge que es conserva sencer que, segons Gudiol Cunill és Jacob.
A l'intradós de l'arc triomfal també es conserven alguns fragments de pintura. Es tracta d'escenes narratives, superposades i separades per franges decoratives amb motius geomètrics. Les escenes no es conserven especialment bé. Malgrat això, en una de les escenes s'aprecien les restes del tronc superior d'una figura que sembla tenir el braç recolzat i les extremitats inferiors en posició d'entrecreuament. Podria simbolitzar Cain afligit. Sota aquest, hi hauria la figura d'un personatge amb nimbe, molt semblant formalment als apòstols de l'absis, el que fa pensar que es podria tractar d'una figura que seguia el recorregut del col·legi absidal.
A la zona inferior de la conca i de l'hemicicle absidal hi hauria la decoració mitjançant cortinatges, gairebé desapareguda, una representació reiterativa en les pintures murals romàniques del Pirineu.

## El frontal d'altar
Conservat al Metropolitan Museum of Art de Nova York, és un frontal d'altar molt similar al de Sant Pau i Sant Pere d'Esterri de Cardós. Bastant perjudicat pel pas del temps, és un frontal d'altar romànic tardà, de ben entrat el segle xiii. Presenta la Mare de Déu amb l'Infant en majestat, dins d'una màndorla subjectada per quatre àngels, presenta quatre grups de dues figures cadascun, dos a cada banda de la màndorla. Aquestes figures, no prou ben identificades, algunes d'elles, són imatges de sants o apòstols.
Té unes dimensions de 106 x 146 cm., i és de fusta decorada amb estuc.
Vegeu el frontal d'altar de Ginestarre dipositat al MMOA de Nova York.

## La Mare de Déu

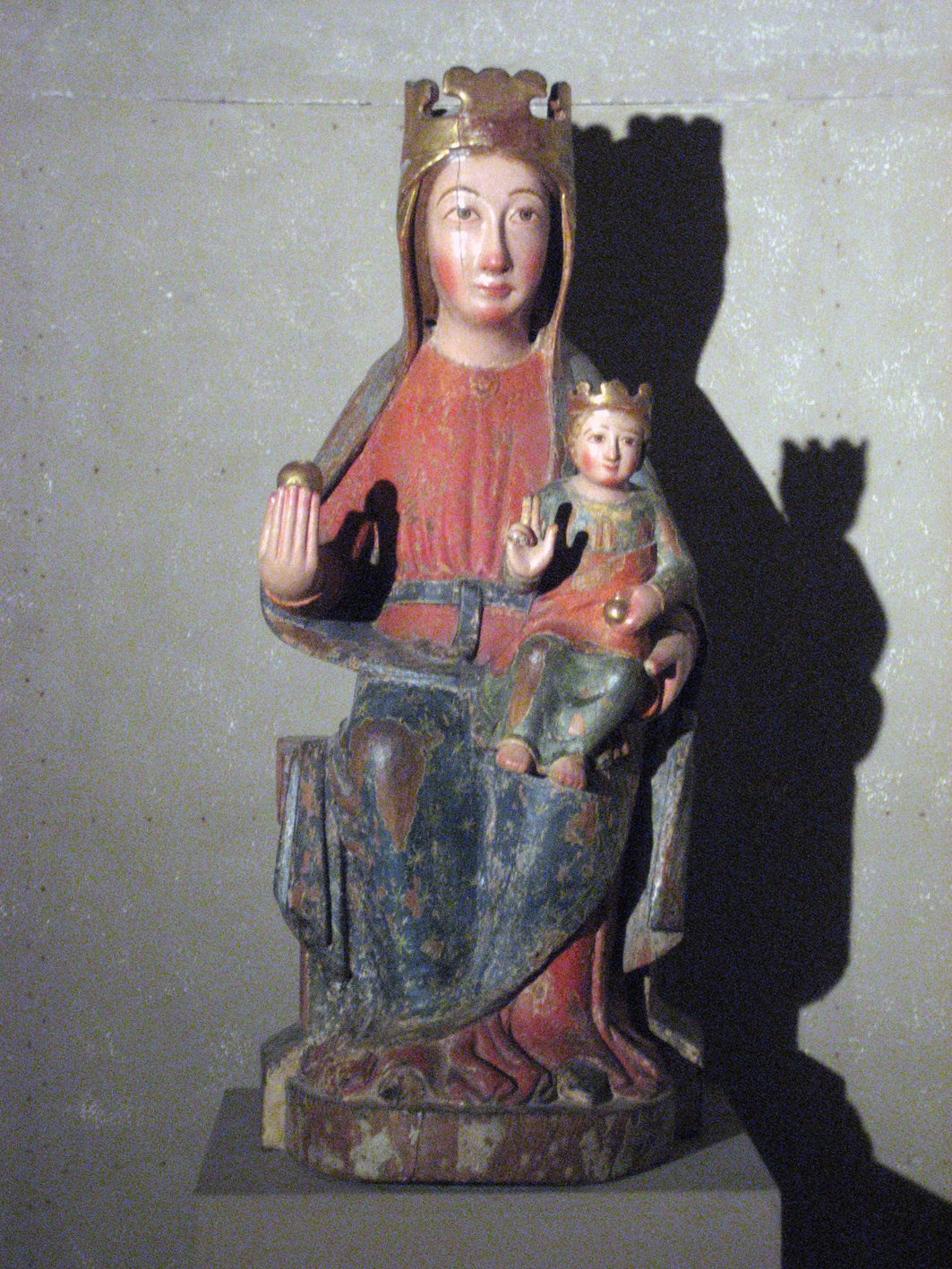
Mare de Déu de Ginestarre.

La Mare de Déu de Ginestarre és una talla romànica de fusta policromada conservada en el Museu Diocesà d'Urgell, a la Seu d'Urgell. Es troba en molt bon estat. La seva mida és d'1,07 metres d'alçada, cosa que fa que sigui de les marededéus més grosses que existeixen. La imatge de la Mare de Déu és coronada i coberta, cap, espatlles i part del braç dret, per un vel blau enribetat per un galó d'or. Sosté en la mà dreta, palmell amunt i puntes del dit també enlaire, una petita bola del món. El Nen és assegut a la falda de la Mare, damunt del genoll esquerre. És en actitud de beneir amb la dreta, i va vestit amb una túnica verdosa, damunt de la qual duu un mantell vermell.
- Pàgina web del Museu Diocesà d'Urgell, on es pot trobar la Mare de Déu de Ginestarre Arxivat 2008-05-11 a Wayback Machine.